# Leonhard Kleber
Leonhard Kleber (Göppingen, 1495 – 4 maart 1556) was een Duits organist en componist uit de Renaissance.

## Leven
Kleber studeerde 1512 in Heidelberg en was een leerling van de blinde, beroemde componist Arnolt Schlick. Na zijn studium werkte hij in achtereenvolgens Horb am Neckar, Esslingen am Neckar en Pforzheim. In zijn compositorische werk zijn invloeden terug te vinden van  Paul Hofhaimer, Hayne van Ghizeghem, Heinrich Isaac, Josquin Des Prez, Jacob Obrecht, Antoine Brumel Heinrich Finck, Ludwig Senfl, Hans Buchner en enkele anderen. Veel van zijn werken zijn vocalmusik.